# Alain Mollé
Alain Mollé, né le 7 mars 1956, est un taekwondoïste français.
Il remporte la médaille d'argent dans la catégorie des plus de 84 kg aux Championnats d'Europe de taekwondo 1984.